# CitiFinancial
Citifinancial zostało założone w 1912 roku przez Alexandra Duncana jako Commercial Credit. Obecnie należy do grupy Citigroup i jest jedną z największych światowych instytucji z sektora consumer finance, zajmującego się udzielaniem kredytów i pożyczek dla klientów indywidualnych. 
Produkty Citifinancial obejmują:
- Pożyczki gotówkowe
- Pożyczki konsolidacyjne
- Pożyczki zabezpieczone na nieruchomości - Home Equity
- Karty kredytowe